# Douglas Walkden-Brown
Pour les articles homonymes, voir Brown.
Cet article possède un paronyme, voir Douglas Brown.
Douglas Walkden-Brown, dit Doug Brown, né à Parkes en Nouvelle-Galles du Sud le 19 octobre 1921 et mort à Armidale en Nouvelle-Galles du Sud le 26 octobre 2013,,, est un homme politique puis diplomate fidjien.

## Biographie

### Débuts
Né en Australie, fils d'un membre du clergé méthodiste, il est diplômé au Collège agricole de Hawkesbury (en) opéré par le ministère australien de l'Agriculture. Après s'être engagé dans la Royal Australian Air Force durant la Seconde Guerre mondiale, il s'établit aux Fidji (alors une colonie britannique) en 1947, et y devient l'année suivante proviseur de l'école agricole à Navuso, près de Nausori. Il apprend le fidjien, qu'il parle couramment bien qu'avec « un fort accent australien ».
Il quitte cette responsabilité en 1960 et établit sa propre ferme près de Nausori. Passionné de rugby, il devient président de l'association de rugby des écoles fidjiennes ainsi que de l'association de rugby de la province de Rewa, et est l'entraîneur de l'équipe des Fidji de rugby à XV durant leur tournée de l'Angleterre, du pays de Galles et de la France en 1964,. En 1961 il est fait membre de l'ordre de l'Empire britannique « pour services rendus à l'enseignement agricole aux Fidji ».

### Carrière politique
Il se présente aux élections de 1963 pour le Conseil législatif de la colonie. Le Conseil compte alors 37 membres dont douze sont élus - quatre autochtones, quatre indo-fidjiens et quatre euro-fidjiens, chacun élu par les membres de sa propre communauté ethnique. Doug Brown est battu de peu, recevant 47,8 % des voix dans la circonscription sud de la colonie. En amont des élections de 1966 il rejoint le tout jeune parti de l'Alliance, mené par le grand chef autochtone Ratu Sir Kamisese Mara, et est cette fois élu député de la circonscription centre où les électeurs de toutes appartenances ethniques élisent un représentant issu des petites minorités ethniques (euro-fidjiens et sino-fidjiens notamment) ; il y obtient 69,7 % des suffrages face à trois autres candidats. Le parti de l'Alliance remporte les élections, et Doug Brown est nommé secrétaire parlementaire auprès du membre du Conseil exécutif responsable des ressources naturelles, Ratu Mara, qui est également chef du gouvernement. En mai 1967, Doug Brown devient lui-même membre du Conseil exécutif responsable des ressources naturelles, tandis que Ratu Mara demeure chef du gouvernement.
En septembre 1967, le Royaume-Uni confère aux Fidji le droit à un gouvernement responsable, avec un fort degré d'autonomie politique en amont d'une pleine indépendance. Doug Brown devient alors formellement ministre des Ressources naturelles. Les Fidji accèdent à l'indépendance en octobre 1970, sous ce même gouvernement, Douglas Walkden-Brown renonçant alors à sa nationalité australienne pour devenir citoyen des Fidji. Doug Brown, dont le ministère a changé de nom en mai 1971 pour devenir le ministère de l'Agriculture, des Pêcheries et des Forêts, introduit à la Chambre des représentants la législation nécessaire pour créer la Fiji Sugar Corporation (en), entreprise publique qui devient responsable de la production de sucre du pays, ressource essentielle à l'économie des Fidji mais précédemment gérée par une entreprise privée australienne. Réélu député aux élections de 1972 (les premières après l'indépendance), il demeure ministre de l'Agriculture, toujours dans le gouvernement que mène Ratu Sir Kamisese Mara,. Il négocie avec la Communauté économique européenne pour l'accès des produits agricoles fidjiens aux marchés européens. Il démissionne de son ministère en avril 1975, se préparant à sa retraite politique et à un retour à son métier de fermier.
En 1981, toutefois, le gouvernement Mara le nomme consul-général des Fidji à Sydney. À cette fonction, Doug Brown joue un rôle important dans le développement des relations commerciales entre les Fidji et l'Australie. Il quitte ce poste en 1984 pour retourner vivre à Suva, Peter Thomson lui succédant,.